# ビリーヴド
ビリーブド(BEREAVED)は関東を中心に活動するスラッシュメタル/デスメタル/メロディック・デスメタルバンドである。一般的にメロディック・デスメタルにカテゴライズされるが、スラッシュメタルの突進力、ブラックメタルのようなトレモロリフやブラストビートを多用したブルータルな楽曲が多い。

## バンド略歴
1997年にTetsuとアメリカ人のBill（ex-Ritual Carnage）を中心に結成される。2000年にギタリストとしてKen(SCARLET GARDEN)が加入。サポートドラマーとしてKeisuke(Vomit Remnants)を迎え、Krabathor、Ritual Carnage等とライブを行う。同年秋にTahkeが加入。
2001年に1stデモ『Reclaim』を発表。フランスのメタル雑誌「METALLIAN」が同作品に興味を持ち、年末の雑誌企画である2001年度unsigned band best 10”に選ぶ。 同年秋にLeoneが加入。2004年にミニアルバム『What the wolf brings』を発表。2005年にフランスのデッドサン・レコードと契約。
2006年に1stアルバム『The Spirit Driven By Hate』をデッドサン・レコーズのサブレーベルであるコンクラヴ・レコードよりリリース。2007年、『Samurai Metal vol.3』に参加。「The Corrupted Heart」を提供。2008年諸事情によりBillが脱退。
2009年になって、Billの後任としてKohhei Iino(ex-VICE, Crucified)が加入。2010年セカンドフルアルバム『The Cries of the Penitent』を前回と同じコンクラヴ・レコードから発表。2012年を最後に活動休止。
2019年7月、7年ぶりに活動再開を発表。活動休止中にボーカリストのTetsuが脱退し、ベーシストのKohheiがボーカリストを兼務。
2024年2月、3rdアルバム収録の "The Corrupted Heart '24" をシングル配信。同年３月20日3rdアルバム『Unleashed Abyss』をリペントレス・レコードより発表。３月にギタリストでバンドのサウンドエンジニアも務めていたKen Kuboが脱退し、それに伴いKohhei Iinoがベーシストからギタリストに転向されることが発表された。それに伴い、ベーシストとしてYuがライブに参加。公式発表がないものの、バンドのアー写にもメンバーとして掲載される。

## メンバー
- Nori "tahke" Takenaka - ギター
- Leone Wakiya - ドラムス
Screaming Symphonyなどでも活動。一時期、Grim ForceやEthereal Sin、Rakshasaなどでも活動していた。
- Kohhei Iino - ベース（～2023年）、ボーカル、ギター（2024年～）
2019年の活動再開後より、ボーカルを兼任。2024年の３月より、Ken Kuboの脱退に伴いギタリストに変更。自身がリーダーを務めるCrucifiedではギターリストとボーカリストを兼任している。一時期、Ethereal Sinでも活動していた
- Yu - ベース（2024年～）
Killer Chainsawなどでも活動（ギター兼ボーカル）。

### 旧メンバー
- Tetsu Haramura - ボーカル
- Ken Kubo - ギター
Ritual Carnage、Miscreant Invocation、Scarlet Gardenなどで活動
- Bill Jokela - ベース
Ritual Carnageなどで活動

## ディスコグラフィー

### フルアルバム
1. ザ・スピリット・ドリヴン・バイ・ヘイト - The Spirit Driven By Hate (2006年 Konklav Records)
  1. Apparation
  2. Eruption of Violence
  3. Spectral Visitation
  4. Unquenchable Thirst
  5. Our Time Apart
  6. Redemption Through Pain
  7. Your Agony's Birth
  8. Capative Body, Capative Soul
  9. The Storm Master
  10. Wake with the Moon
  11. Enigma of the Crone
2. ザ・クライズ・オブ・ザ・ペニテント - The Cries of the Penitent (2010年  Konklav Records)
  1. My Garden Your Pain
  2. Blood Proved
  3. House Of Terror
  4. Naturally Cowardly
  5. Sweet Killing Taste
  6. The Happening Park
  7. Neighbor
  8. In This Aging Life
  9. Lost Hesitation
  10. Night, New Biginning
3. アンリーシュド・アビス - Unleashed Abyss (2024年 Repentless Records)
  1. Stray in the Dark
  2. Discrepancy
  3. Mutilate Without Killing
  4. Phantom Fears
  5. To an Unseen World
  6. In for the Kill
  7. Unleashed Abyss
  8. Murder Slaves
  9. Wings on My Back
  10. The Corrupted Heart '24 (re-recorded)
  11. Disorted

### ミニアルバム
1. リクレイム - Reclaim (2001年 Demo CD-R)
  1. Reclaim
  2. Gleam in the Darkness
  3. Siege
  4. The Crimson Castle
  5. Fear, Vanquished
2. 孤憤の狼獣 - What the wolf brings (2004年 Self Release)
  1. AVENGER
  2. YEARNING IN SECRECY
  3. DESTINY
  4. THE MIND'S SOLITUDE
  5. SWORD OVER MY HEAD

### V.A
- サムライメタル vol.3 - Samurai Metal vol.3 (2007年)
  - The Coruppted Heartを提供

## バンドにまつわるエピソード
- メディアによっては横浜出身と明記されていることがあるが、東京で結成されている。間違いの原因は、当時横浜在住のメンバーの家からレーベルに発送していたことと思われる。
- 国内外を含め、同名バンドが幾つか存在している。なかでもスウェーデン出身のザ・ビリーブド (The Bereaved)と混同されることが多い。ビリーブドの旧オフィシャルサイトの掲示板(現在は廃止)にザ・ビリーブドのメンバーからメッセージが書き込まれたことがある。